# Novo Xingu
Novo Xingu is een gemeente in de Braziliaanse deelstaat Rio Grande do Sul. De gemeente telt 1.926 inwoners (schatting 2009).